# Morecambe FC
Morecambe FC är en engelsk professionell fotbollsklubb i Morecambe, grundad 1920. Hemmamatcherna spelas på Globe Arena. Smeknamnet är The Shrimps. Klubben spelar sedan säsongen 2021/2022 i League One.

## Historia
Förutom en ligaseger i Lancashire Combination säsongen 1924/25 gjorde Morecambe få avtryck i fotbollens historieböcker under sina första 40 år. Säsongen 1961/62 blev inledningen på en första framgångsvåg för klubben. Den säsongen vann man på nytt Lancashire Combination och inom sex år hade man tagit ytterligare tre ligasegrar. I FA-cupen nådde dessutom klubben 1961/62 för första gången någonsin tredje omgången. Efter att klubben säsongen 1973/74 vunnit FA Trophy i en final mot Dartford på Wembley uteblev sedan framgångarna under mer än ett decennium.
Kring 1985 inleddes ett målmedvetet arbete mot att etablera klubben i Football Conference och efter ytterligare tio år var man framme vid det målet efter att ha slutat som tvåa i Northern Premier League Premier Division. Debutsäsongen 1995/96 i Football Conference nådde Morecambe en respektabel niondeplats. De följande sex säsongerna nådde klubben som bäst en tredjeplats säsongen 1999/00. I samband med att två klubbar från Football Conference från och med säsongen 2002/03 fick chansen att avancera till League Two infördes playoffspel om den andra uppflyttningsplatsen bland klubbarna som placerade sig på platserna två till fem. Morecambe nådde den säsongen sin bästa ligaplacering dittills genom att bli tvåa, men i playoffspelet föll man redan i semifinalen mot Dagenham & Redbridge efter straffsparksläggning. Trots förlusten i playoff kunde Morecambe summera sin bästa säsong genom tiderna. I FA-cupen hade man tangerat sitt bästa avancemang genom att upprepa bedrifterna från 1961/62 och 2000/01 och ta sig till tredje omgången. Märkligt nog lottades Morecambe mot Ipswich Town både 2000/01 och 2002/03 och båda gångerna blev det klara förluster för Morecambe.
Säsongerna 2003/04 och 2004/05 slutade Morecambe sjua två gånger i följd innan man 2005/06 genom en femteplacering åter tog sig till playoffspel. Där blev Hereford United en för svår motståndare i semifinalen och Morecambe föll med 3–4 efter 1–1 hemma och förlust 2–3 borta. Säsongen 2006/07 kunde Morecambe under nya tränaren Sammy McIlroy knyta ihop säcken och ta steget upp till League Two. Efter att ha slutat trea i Conference National besegrades York City i semifinalen med 2–1 och samma siffror blev det i finalen på Wembley mot Exeter City. Trots att tre fjärdedelar av publiken som uppgick till 40 043, då ett rekord för en playoffinal till League Two, höll på Exeter kunde de inte hindra att Morecambe kunde vända Exeters tidiga ledningsmål till segersiffrorna 2–1.
Morecambe kom på fjärde plats i League Two säsongen 2009/10, vilket innebar kvalificering till playoffspel om den fjärde uppflyttningsplatsen till League One. Playoffspelet började mardrömslikt för Morecambe som åkte ned till London för att möta tabellsjuan Dagenham & Redbridge och fick återvända med en 0–6-förlust. Det hjälpte då föga att man sedan vann hemmamatchen med 2–1, chansen till League One-spel var redan borta. Denna match blev den sista på Christie Park, Morecambes tidigare hemmaarena. När säsongen 2010/11 drog igång spelade klubben sina hemmamatcher på den nybyggda Globe Arena.
Säsongen 2020/2021 blev Morecambe uppflyttade till League One efter att ha vunnit playoff-finalen mot Newport County med 1–0 efter förlängning.

## Meriter

### Liga
- League Two eller motsvarande (nivå 4): Fyra 2009/10 (högsta ligaplacering)
- Lancashire Combination: Mästare 1924/25, 1961/62, 1962/63, 1966/67, 1967/68

### Cup
- FA-cupen: Tredje omgången 1961/62, 2000/01, 2002/03
- Ligacupen: Tredje omgången 2007/08
- FA Trophy: Mästare 1973/74
- Conference League Cup: Mästare 1997/98
- Northern Premier League President's Cup: Mästare 1991/92
- Lancashire Senior Cup: Mästare 1967/68
- Lancashire FA Challenge Trophy: Mästare 1925/26, 1926/27, 1961/62, 1962/63, 1968/69, 1985/86, 1986/87, 1993/94, 1995/96, 1998/99, 2003/04
- Lancashire Combination Cup: Mästare 1926/27, 1945/46, 1964/65, 1966/67, 1967/68

## Spelartrupp
| 1  | England  | Connor Ripley | 13 februari 1993 | Preston North End (-22) |
| 12 | England  | Adam Smith    | 23 november 1992 | Stevenage (-22)         |
| 13 | Portugal | André Mendes  | 15 maj 2003      | Benfica (-19)           |

| 2  | Skottland | Donald Love      | 2 december 1994  | Salford City (-22)     |
| 3  | England   | Max Melbourne    | 24 oktober 1998  | Lincoln City (-22)     |
| 4  | England   | Liam Gibson      | 25 april 1997    | Newcastle United (-20) |
| 5  | England   | Farrend Rawson   | 11 juli 1996     | Mansfield Town (-22)   |
| 6  | Irland    | Ryan Delaney     | 6 december 1996  | Bolton Wanderers (-21) |
| 16 | England   | Jacob Bedeau     | 24 oktober 1999  | Burnley (-22)          |
| 21 | England   | Ryan Cooney      | 26 februari 2000 | Burnley (-21)          |
| 22 | Irland    | Anthony O'Connor | 25 oktober 1992  | Bradford City (-21)    |
| 28 | England   | Daniel Foden     |                  | Morecambe FC           |

| 7  | England    | Jake Taylor      | 8 september 1998  | Port Vale (-22)              |
| 8  | Frankrike  | Ousmane Fané     | 13 december 1993  | UiTM (-22)                   |
| 10 | England    | Ashley Hunter    | 29 september 1995 | Salford City (-22)           |
| 11 | Irland     | Dylan Connolly   | 2 maj 1995        | Northampton Town (-22)       |
| 15 | England    | Jensen Weir      | 31 januari 2002   | Brighton & Hove Albion (-22) |
| 17 | Australien | Caleb Watts      | 16 januari 2002   | Southampton (-22)            |
| 18 | Irland     | Shane McLoughlin | 1 mars 1997       | Wimbledon (-21)              |
| 20 | England    | Liam Shaw        | 12 mars 2001      | Celtic (-22)                 |
| 26 | England    | Cameron Rooney   | 28 december 2004  | Morecambe FC                 |
| 27 | England    | Mani Davidson    |                   | Morecambe FC                 |

| 9  | England | Cole Stockton   | 13 mars 1994      | Tranmere Rovers (-19)   |
| 14 | England | Arthur Gnahoua  | 18 september 1992 | Bolton Wanderers (-21)  |
| 19 | England | Jonathan Obika  | 12 september 1990 | St. Mirren (-21)        |
| 23 | England | Kieran Phillips | 18 februari 2000  | Huddersfield Town (-22) |
| 24 | Irland  | Courtney Duffus | 24 oktober 1995   | Bromley (-21)           |
| 25 | England | Adam Mayor      |                   | Morecambe FC            |

Not: Spelare i kursiv stil är inlånade.